# Oiva Tuominen
Oiva Juhani Tuominen, född 12 september 1909 i Helsingfors, död 18 november 1993 i Åbo, var en finländsk geograf. 
Tuominen, som var son till äldre lektorn Juho Kustaa Viktorinus Tuominen och Hilja Naima Rantasalo (Björni), blev student 1927, filosofie kandidat 1934, filosofie magister 1935 samt filosofie licentiat och filosofie doktor 1949. Han var timlärare vid Turun tyttölyseo 1935–1938, vid Turun kauppaopisto 1938–1945, lärare vid Arkadian yhteislyseo 1945–1946 och äldre lektor vid Turun tyttölyseo 1954–1955. Han var assistent vid Helsingfors universitets geografiska institution 1945–1954, docent i geografi 1950–1954, tillförordnad professor 1951–1953, docent vid Åbo universitet 1954–1955 och professor där 1955–1972. 
Tuominen var redaktör vid Pieni Tietosanakirja 1946–1951, ordförande i Geografiska sällskapet i Finland 1953 och 1965 samt i Turun maantieteellinen seura 1961, 1963 och 1965. Han skrev Das Einflussgebiet der Stadt Turku im System der Einflussgebiete SW-Finnlands (akademisk avhandling, 1949), Suomen menekkialueet (1953), Zur Geographie der Erwerbe in Finnland (1954) och Regional Differentiation in the Industrial Structure of Japan (1966).